# 955

## Събития
- Битката при Лехвелт.